# Vittorio Bonadè Bottino
Vittorio Bonadè Bottino (Torino, 3 ottobre 1889 – Torino, 24 marzo 1979) è stato un architetto italiano.

## Biografia
Laureato al Real Collegio Carlo Alberto grazie a una borsa di studio, progettò importanti opere in epoca fascista, tra le quali gli stabilimenti di distillazione del carbon fossile installati a Porto Marghera, commissionatigli dal Senatore Giovanni Agnelli nel 1923, il Cinema Corso, il complesso sciistico d'alta quota del Sestriere - di particolare complessità a causa del rischio di congelamento degli impianti igienico-sanitari, e dotato di un grande lucernario a diciotto lati con funzione di illuminazione diurna per la riduzione delle spese di energia elettrica -, l’Hotel Campo Imperatore a quota 2.100 m s.l.m. sul Gran Sasso, lo stabilimento Fiat Mirafiori, nonché post fascista, come le infrastrutture di Italia '61, lo stabilimento FIAT di Togliattigrad e altre grandi opere, incluse alcune dighe in Nigeria, Venezuela, Pakistan e altri paesi in via di sviluppo